# Tessa Hadley

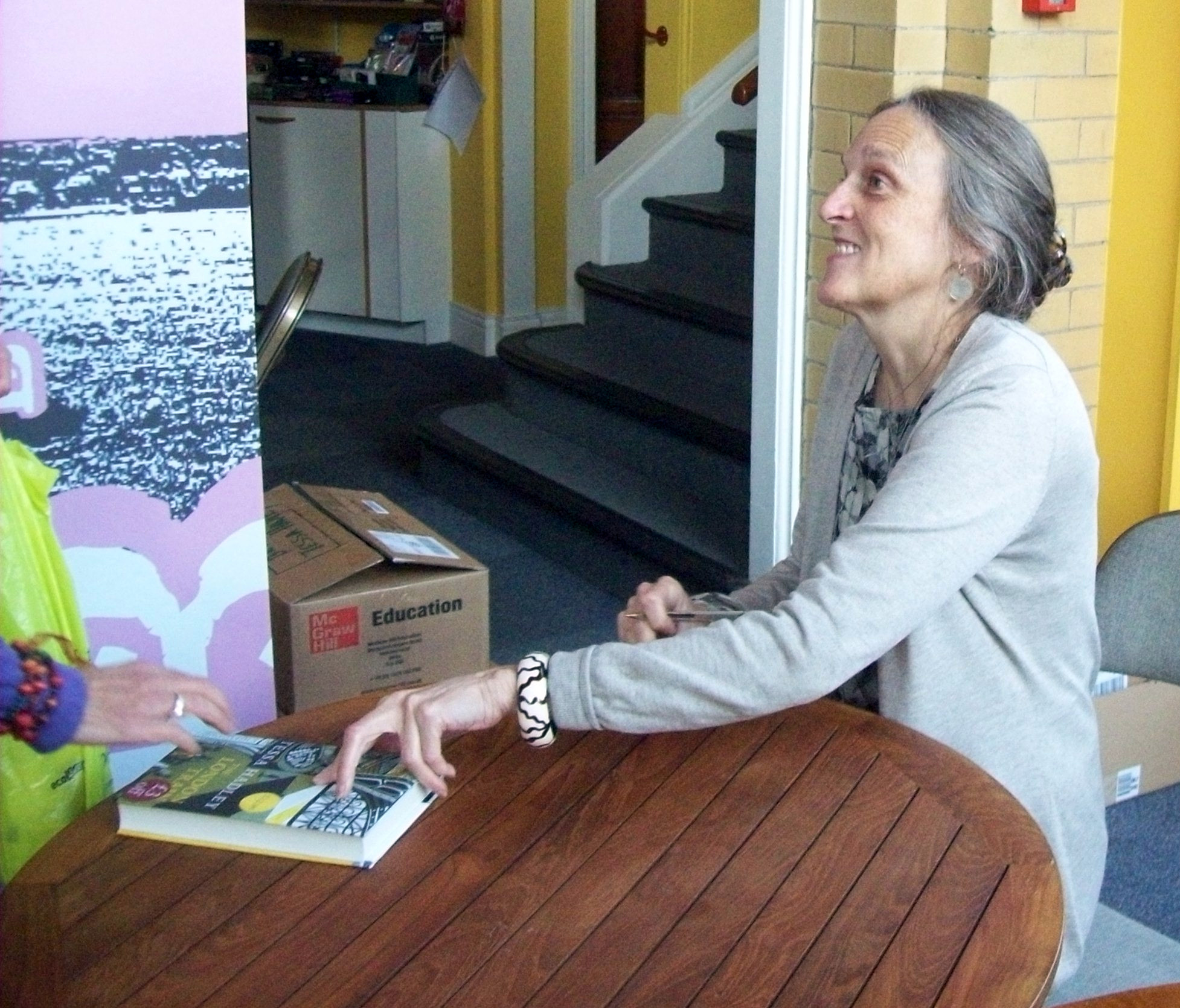
Tessa Hadley

Tessa Hadley (geborene Nichols, 28. Februar 1956 in Bristol) ist eine britische Schriftstellerin.

## Leben
Nichols studierte Englisch mit einem BA im Jahr 1978 und einem Lehrerexamen (PGCE) am Clare College der University of Cambridge. Sie arbeitete kurze Zeit als Lehrerin, heiratete 1982 den  Dozenten Eric Hadley und zog mit ihm nach Cardiff. Sie haben zusammen drei Söhne und weitere drei Söhne aus der ersten Ehe Eric Hadleys. Neben der Familienarbeit begann sie literarisch zu schreiben, fand aber keinen Verlag. Mit ihrem Mann gab sie zwei Geschichtsbücher für Kinder heraus.
Hadley studierte 1993/94 kreatives Schreiben am Bath Spa University College, 1998 wurde sie an der University of the West of England  mit der literaturwissenschaftlichen Dissertation Pleasure and propriety in Henry James promoviert. Seither lehrt sie in Bath kreatives Schreiben, 2016 erhielt sie hierfür in Bath eine Professur. Sie arbeitet literaturwissenschaftlich und publizierte unter anderem zu Henry James, Jane Austen, Elizabeth Bowen, Katherine Mansfield und Jean Rhys.
Hadley schreibt realistische Romane und Kurzgeschichten über familiäre Angelegenheiten. Ihre erste Romanveröffentlichung Accidents in the Home erschien 2002 und kam auf die Longlist des Guardian First Book Award. Hadleys Roman The Master Bedroom wurde 2008 auf der Longlist des Orange Prize genannt, ebenso 2011 der Roman The London Train. 2016 gewann sie einen Windham–Campbell Literature Prize und den Hawthornden-Preis.
Hadley wurde 2009 zum Fellow der Royal Society of Literature gewählt, sie ist auch Mitglied der Welsh Academy. Sie ist Mitherausgeberin der Literaturzeitschrift New Welsh Review.
Im Jahr 2011 war sie Jurymitglied beim International DUBLIN Literary Award, danach beim O.-Henry-Preis und seither bei weiteren Literaturpreisen.

## Werke (Auswahl)
- 1983 mit Eric Hadley: Legends of the Sun and Moon (Kurzgeschichten)
- 1985 mit Eric Hadley: Earth, Air, Wind, and Fire (Kurzgeschichten)
- 2002 Accidents in the Home
- 2003 Everything Will Be All Right
- 2006 Stellvertreter, in: A. L. Kennedy (Hrsg.): Cool Britannia. Junge Literatur aus Großbritannien. Berlin : Wagenbach. ISBN 978-3-803-12533-0
- 2007 The Master Bedroom
- 2007 Sunstroke and Other Stories (Kurzgeschichten)
- 2011 The London Train
  - Hin und zurück (Roman); dt. von Brigitte Jakobeit; Kampa, Zürich 2021. ISBN 978-3-311-10056-0
- 2013 Married Love (Kurzgeschichten)
- 2013 Clever Girl
- 2015 The Past
  - Damals (Roman), dt. von Sabine Schwenk; Piper: München, Berlin 2017. ISBN 978-3-492-05790-5
- 2019 Late in the Day
  - Zwei und zwei (Roman), dt. von Gertraude Krueger; Kampa: Zürich 2020. ISBN 978-3-311-10024-9.